# Майкл Бонд
Сер Майкл Бонд (англ. Sir Michael Bond; 13 січня 1926 — 27 червня 2017) — англійський письменник і сценарист, автор широко відомої серії книг про ведмедика Паддінгтона, нагороджений Орденом Британської імперії (1997).

## Біографія
Народився у Ньюбері, Беркшир, невеликому містечку Південно-Східної Англії, 13 січня 1926 року (в цьому ж місті в 1920 році народився інший англійський письменник, Річард Адамс). Навчався в Редінгу, в католицькій школі Presentation College.
Під час Другої світової війни служив в Королівських військово-повітряних силах Великої Британії і в полку від Мидлсекса в Британській Армії.
М.Бонд почав писати в 1945 році і продав свій перший твір журналу «Думка Лондона» (англ. London Opinion).
У 1958 році, написавши до того часу велика кількість п'єс і оповідань і працюючи телеоператором на Бі-бі-сі, Майкл Бонд опублікував своє перше оповідання про Паддінгтона — «Ведмежа Паддінгтон». До 1965 року письменник опублікував уже серію розповідей про невгомонного ведмедика і вирішив залишити роботу на Бі-бі-сі, щоб стати професійним письменником.
Жив він у Лондоні, недалеко від станції Паддінгтон; одружений, у нього двоє дорослих дітей.
Помер в своєму будинку 27 червня 2017 року у віці 91 року після нетривалої хвороби.

## Нагороди та звання
У 1997 році письменник отримав Орден Британської імперії за внесок у дитячу літературу.
6 липня 2007 року Майкл Бонд став доктором літератури університету в Редінгу.

## Творчість

### Ведмежа Паддінгтон
Автор розповідає про появу Ведмедика Паддінгтона так:
|  | На Різдвяний святвечір 1956 року я побачив маленького ведмежатка, що завалявся на полиці одного лондонського магазину (універмагу «Селфріджес»). Мені стало шкода іграшку, я купив її, приніс додому і подарував її моїй дружині Бренді. Ми назвали ведмежа Паддінгтон, бо жили неподалік від цього вокзалу. Потім я написав кілька оповідань про Паддінгтона, без будь-якої думки про їх публикацію. Однак через 10 днів оповідань набралося вже на цілу книгу. Я не писав їх спеціально для дітей, а просто складав те, що мені сподобалося б читати самому, коли б я був дитиною. |

Приблизно у 1956 році Майкл подарував синові іграшкового ведмедика, якому дав ім'я Паддінгтон. І ось одного разу, намагаючись укласти синочка спати, батько почав розповідати йому історії про його мишка. Ці оповідання так сподобалися хлопчикові, що Майкл Бонд вирішив їх записати.
Так у 1958 році була видана перша книга про Паддінгтона з чорно-білими ілюстраціями Пеггі Фортнум (англ. Peggy Fortnum).

Нині серія налічує вже понад 14 книг, 12-ий — «Паддінгтон тут і зараз» — письменник написав до 50-річного ювілею свого героя:

«Хоча світ помітно змінився за останні тридцять років, Паддінгтон залишається точно таким же, яким і був завжди оптимістичним і відкритим для будь-яких життєвих поворотів».

Книги про Паддінгтона видані загальним тиражем в 35 мільйонів примірників і перекладені 40 мовами світу, в тому числі на українську. Така популярність дещо дивує навіть самого автора:

«Я думав, що Паддінгтон — типово англійський персонаж і становить інтерес переважно для англійців. Виявляється, ситуації, в які потрапляє мій герой, трапляються в усіх кінцях Землі».

### Ольга та Польга
Також перу Майкла Бонда належить серія оповідань про морську свинку на ім'я Ольга та Польга (Olga da Polga), яка любить розповідати про себе неймовірні історії в дусі барона Мюнхгаузена. Зазвичай розповідь про неї будується таким чином: морська свинка потрапляє в яку-небудь ситуацію, яка може статися з усіма, але розповідає своїм друзям, тваринам, що з нею трапилася незвичайна історія. Про неї Бі-бі-сі зняв мультсеріал «The Herbs» («Трави»).

### Інші твори
Майкл Бонд написав більше 150 книг, серед них автобіографія, детективні розповіді про слідчого Monsieur Pamplemousse та багато інших.

## Книги

### Ведмежа Паддінгтон
- 1958 — A Bear Called Paddington (Ведмежа на ім'я Паддінгтон)
- 1959 — More About Paddington (Ще про Паддінгтоні)
- 1960 — Paddington Helps Out (Паддінгтон-помічник)
- 1961 — Paddington Abroad (Паддінгтон за кордоном)
- 1962 — Paddington at Large (Паддінгтон в цілому)
- 1964 — Paddington Marches On (Паддінгтон на марші)
- 1966 — Paddington at Work (Паддінгтон за роботою)
- 1968 — Paddington Goes to Town (Паддінгтон вирушає до міста)
- 1970 — Paddington Takes the Air (Паддінгтон на свіжому повітрі)
- 1972 — Paddington's Garden (Сад Паддінгтона)
- 1973 — Paddington's Blue Peter Story Book a.k.a. Paddington Takes to TV (Історії знака догляду Паддінгтона. Паддінгтон йде на телебачення)
- 1974 — Paddington on Top (Паддінгтон на вершині)
- 1975 — Paddington at the Tower (Паддінгтон на вежі) (опублікована в 1978 році)
- 1979 — Paddington Takes the Test (Паддінгтон складає іспит)
- 1980 — Paddington on Screen (Паддінгтон на екрані)
- 1984 — Paddington at the Zoo (Паддінгтон в зоопарку)
- 1985 — Paddington the Artist (Паддінгтон-художник)
- 1985 — Paddington at the Fair (Паддінгтон на ярмарку)
- 1986 — Paddington at the Palace (Паддінгтон в палаці)
- 1986 — Paddington and the Marmalade Maze (Паддінгтон і мармеладний лабіринт)
- 1987 — Paddington and the Busy Day (Паддінгтон і ненудний день)
- 1987 — Paddington Minds the House (Паддінгтон один вдома)
- 1987 — Paddington and the Tutti Frutti Rainbow (Паддінгтон і фруктова веселка)
- 2002 — Paddington in the Garden (Паддінгтон в саду)
- 2003 — Paddington and the Grand Tour (Паддінгтон і велика подорож)
- 2008 — Paddington Rules the Waves (Паддінгтон управляє хвилями)
- 2008 — Paddington Here and Now (Паддінгтон тут і зараз)
- 2012 — Paddington Goes for Gold (Паддінгтон йде за золотом)

### Ольга та Польга
- 1971 — The Tales Of Olga da Polga (Історії Ольги та Польги)
- 1975 — Olga Meets Her Match (Ольга зустрічає свій матч)
- 1975 — Olga Counts Her Blessings (Ольга вважає свої благословення)
- 1975 — Olga Makes a Friend (Ольга знайшла друга)
- 1975 — Olga Makes a Wish (Ольга виконує бажання)
- 1975 — Olga Makes Her Mark (Ольга справляє велике враження)
- 1975 — Olga Takes a Bite (Ольгу вкусили)
- 1975 — Olga's New Home (Новий будинок Ольги)
- 1975 — Olga's Second House (Другий будинок Ольги)
- 1975 — Olga's Special Day (Особливий день Ольги)
- 1976 — Olga Carries On (Ольга продовжує)
- 1982 — The Complete Adventures of Olga da Polga (omnibus volume) (Повне зібрання пригод Ольги та Польги (кишеньковий формат))
- 1983 — Olga Takes Charge (Ольга приймає Управління)
- 1983 — First Big Olga da Polga Book (Перша велика книга про Ольгу та Польге)
- 1983 — Big Second Olga da Polga Book (Друга велика книга про Ольгу та Польге)
- 2001 — Olga Moves House (Ольга вирушає додому)
- 2002 — Olga Follows Her Nose (Ольга слід за своїм носом)

### Серія про Monsieur Pamplemousse
- 1983 — Monsieur Pamplemousse
- 1985 — Monsieur Pamplemousse and the Secret Mission
- 1986 — Monsieur Pamplemousse on the Spot
- 1987 — Monsieur Pamplemousse Takes the Cure
- 1989 — Monsieur Pamplemousse Aloft
- 1990 — Monsieur Pamplemousse Investigates
- 1991 — Monsieur Pamplemousse Rests His Case
- 1992 — Monsieur Pamplemousse Stands Firm
- 1992 — Monsieur Pamplemousse on Location
- 1993 — Monsieur Pamplemousse Takes the Train
- 1998 — Monsieur Pamplemousse Omnibus Volume One
- 1998 — Monsieur Pamplemousse Omnibus Volume Two
- 1999 — Monsieur Pamplemousse Afloat
- 1999 — Monsieur Pamplemousse Omnibus Volume Three
- 2000 — Monsieur Pamplemousse on Probation
- 2002 — Monsieur Pamplemousse on Vacation
- 2003 — Monsieur Pamplemousse Hits the Headlines
- 2006 — Monsieur Pamplemousse and the Militant Midwives
- 2007 — Monsieur Pamplemousse and the French Solution
- 2010 — Monsieur Pamplemousse and the Carbon Footprint

### Інші твори
- 1966 — Here Comes Thursday
- 1968 — Thursday Rides Again
- 1969 — Thursday Ahoy!
- 1971 — Thursday in Paris
- 1971 — Michael Bond's Book of Bears (Editor)
- 1972 — The Day the Animals Went on Strike
- 1975 — Windmill
- 1975 — How to Make Flying Things (nonfiction)
- 1975 — Mr. Cram's Magic Bubbles
- 1980 — Picnic on the River
- 1980 — J. D. Polson and the Liberty Head Dime
- 1981 — J. D. Polson and the Dillogate Affair
- 1983 — The Caravan Puppets
- 1986 — (With Paul Parnes) Oliver the Greedy Elephant
- 1987 — (And photographer) The Pleasures of Paris (guidebook)
- 1988 — A Mouse Called Thursday (omnibus)
- 1992 — A Day by the Sea
- 1992 — Something Nasty in the Kitchen
- 1996 — Bears and Forebears: A Life So Far (autobiography)

## Фільмографія

### Сценарист
- «Jackanory» (1965—1996)
- «The Herbs» (1968—1972)
- «The Adventures of Parsle» (1970)
- «Пригоди ведмедика Паддінгтона» (1976—1987)
- «Нові пригоди ведмежати Паддінгтона» (1997—2013)
- «Пригоди Паддінгтона» (2014)

### Актор
- «Снідати» (2000) — камео
- «Пригоди Паддінгтона» (2014) — камео

## Українські переклади[15]
- Ведмежа на ім'я Падінгтон
- Усе про Падінгтона
- Падінгтон допомагає
- Падінгтон за кордоном
- Пригоди ведмежати Падінгтона
- Падінгтон рушає вперед
- Падінгтон працює
- Падінгтон в центрі міста
- Падінгтон на прогулянці
- Падінгтон на вершині
- Падінгтон складає тест
- Падінгтон тут і зараз
- Падінгтон робить кар'єру